# Velella (sous-marin, 1936)
Pour les articles homonymes, voir Velella (sous-marin).
Le Velella est un sous-marin de la classe Argo, en service dans la Regia Marina à partir de 1936 et ayant servi pendant la Seconde Guerre mondiale.

## Caractéristiques
Les sous-marins de la classe Argo déplaçaient 809,798 tonnes en surface et 1 018,732 tonnes en immersion. Les sous-marins mesuraient 63,15 mètres de long, avaient une largeur de 6,9 mètres et un tirant d'eau de 4,46 mètres. Leur équipage comptait 40 à 46 officiers et hommes d'équipage.
Pour la navigation de surface, les sous-marins étaient propulsés par deux moteurs diesel FIAT de 750 chevaux (559 kW), chacun entraînant un arbre d'hélice. En immersion, chaque hélice était entraînée par un moteur électrique CRDA de 400 chevaux-vapeur (298 kW). Ces moteurs électriques étaient alimentés par une batterie d'accumulateurs au plomb composée de 108 éléments. Ils pouvaient atteindre 14 nœuds (26 km/h) en surface et 8 nœuds (15 km/h) sous l'eau. En surface, la classe Argo avait une autonomie de 10 176 milles nautiques (18 846 km) à 8 noeuds (15 km/h); en immersion, elle avait une autonomie de 100 milles nautiques (190 km) à 3 noeuds (5,6 km/h).
Les sous-marins étaient armés de six tubes lance-torpilles internes de 53,3 centimètres (21 pouces), quatre à l'avant et deux à l'arrière, pour lesquels ils transportaient un total de 10 torpilles. Ils étaient également armés d'un seul canon de pont de 100 millimètres OTO 100/47, à l'avant de la tour de contrôle, pour le combat en surface. L'armement antiaérien léger était constitué de deux mitrailleuses Breda Model 1931 de 13,2 mm.

## Construction et mise en service
Le Velella est construit par le chantier naval Cantieri Riuniti dell'Adriatico (CRDA) de Monfalcone en Italie, et mis sur cale le 9 décembre 1935. Il est lancé le 18 décembre 1936 et est achevé et mis en service le 31 août 1937. Il est commissionné le même jour dans la Regia Marina.

## Historique
Après son achèvement, le Velella est affecté au 42e escadron de sous-marins à Tarente (son premier commandant est le lieutenant de vaisseau (tenente di vascello) Pasquale Terra), employé dans le nord de la mer Adriatique, pour la formation, jusqu'en octobre 1938,.
En octobre 1938, il est transféré à Leros, puis à Tobrouk et en décembre à Massawa ; il est employé en mer Rouge pour vérifier ses qualités dans les mers chaudes,. Au printemps 1940, il retourne en Méditerranée en rejoignant le 14e escadron de sous-marins basé à La Spezia,.
Lorsque l'Italie entre dans la Seconde Guerre mondiale, il est déjà en mer pour une mission entre Rhodes et la Turquie. Le 19 juin 1940, il est frappé par une panne de moteur et doit retourner à Leros, d'où il déménage ensuite à Tarente. Il passe deux mois dans la base des Pouilles pour des réparations.
Il est ensuite employé dans le bassin oriental de la Méditerranée dans quelques autres missions, toutes infructueuses, il n'a jamais repéré de navires ennemis. Il est donc décidé de l'envoyer dans l'Atlantique.
Après quelques travaux de modification, il appareille de La Spezia le 25 novembre 1940 et passe le détroit de Gibraltar le 1er décembre avec divers problèmes. Il doit d'abord plonger parce qu'il aperçoit deux destroyers, puis il est bombardé avec des grenades sous-marines par trois navires d'escorte mais il n'en ressort que légèrement endommagé, puis il descent jusqu'à 130 mètres à cause des courants, jusqu'à ce qu'il touche le fond près de Punta Lanchones. Refaisant surface de nuit, il est de nouveau attaqué par trois unités plus petites, mais il réussit à s'éloigner.
Il est ensuite envoyé au large des côtes portugaises, non loin de Lisbonne, où il arrive le 4 décembre. Le 19, il est envoyé sur les traces d'un convoi à destination de Lisbonne, mais le lendemain, en raison d'une panne de moteur, il doit se diriger vers Bordeaux, siège de la base italienne de Betasom, où il arrive le 25 décembre,,.
Le 23 février 1941, le sous-marin (qui a pour nouveau commandant le lieutenant de vaisseau Pasquale Crepas) navigue vers l'ouest de la côte irlandaise. Qquatre jours plus tard, pendant la navigation, il tente d'attaquer un navire à passagers, mais il ne peut s'en approcher en raison des mauvaises conditions météorologiques. Le 3 mars, il doit plonger pour éviter trois destroyers, mais il parvient à échapper au destroyer anti-sous-marin. Trois jours plus tard, il atteint son secteur d'opérations. Il ne voit aucun navire et, le 16 mars, il entreprend son voyage de retour.
Dans les derniers jours de mai 1941, il est envoyé (sous le commandement du lieutenant de vaisseau Pasquale Terra) à l'ouest du détroit de Gibraltar. Le 5 juin, dans l'après-midi, il repère un convoi d'une quinzaine de transports avec diverses unités d'escorte, essayant à plusieurs reprises de pénétrer l'écran défensif. Dans la nuit suivante, il réussit et lance une salve de torpilles contre un pétrolier estimé à 7 000 (tonneauxde jauge brute ou tjb) et contre un vapeur estimé à 3 200 tjb. On pense qu'il a atteint la cible et peut-être coulé les deux navires, mais il n'y a pas de confirmations,,. Le 8 juin, le Velella est attaqué par un avion mais s'en sort indemne. Il recherche alors un convoi dont il a été informé par radio et, ne l'ayant pas trouvé, entreprend le voyage de retour, arrivant à Bordeaux le 20 juin.
Le 17 août 1941, il quitte Bordeaux pour retourner en Méditerranée et, une semaine plus tard, il arrive à l'embouchure du détroit de Gibraltar. Il stationne au fond de la mer en attendant l'obscurité et refait surface de nuit, longeant le Maroc et passant le détroit malgré deux observations de navires militaires qu'il évite en manœuvrant, pour finalement atteindre Cagliari le 29 août.
Du 3 février au 17 mars 1942, il opère pour l'école de sous-marins de Pula.
En avril 1942, il effectue sa première mission de guerre en Méditerranée, sous le commandement du lieutenant de vaisseau Giovanni Febbraro, au sud du cap Palos en Espagne. Au cours de cette mission, le 20 avril au matin, il lance sans succès deux torpilles à une distance de 1 000 mètres contre un destroyer qui navigue vers l'est. Détecté à son tour, il doit plonger pour échapper aux lourdes charges de profondeur auxquelles il est soumis et dont il s'en sort indemne.
En juin 1942, il effectue une mission au sud des Baléares (contrairement au convoi britannique "Harpoon" qu'il recherche, dans le cadre de la bataille de la mi-juin), en juillet au large de la Tunisie, en août à l'est de l'île de La Galite. Après la prise de commandement du lieutenant de vaisseau Mario Patané, il revient au sud des Baléares en septembre, au large de Philippeville et Bona en novembre, et en avril 1943 au nord du Cap de Fer (côte algérienne).
Le 20 juin 1943, il subit l'attaque d'un bombardier Bristol Blenheim au large du cap Bougaroni, mais le repousse à l'aide de ses mitrailleuses.
Le 10 juillet, avec le débarquement allié en Sicile dans le cadre de l'Opération Husky, il est envoyé (au départ de La Maddalena) pour contrer les opérations alliées dans cette zone. Après une courte navigation, il est soumis à une attaque aérienne mais celle-ci oblige l'avion à s'éloigner, réussissant peut-être même à l'endommager. Cependant, il est touché par une panne alors qu'il est arrivé dans son secteur d'embuscade le 12 juillet et doit se replier vers Tarente, sauvant également cinq survivants de l'équipage d'un bombardier torpilleur italien abattu près de Capo Colonne.
Le 23 juillet, il est envoyé entre Augusta et Syracuse, mais sans résultat.
Le Velella détient le triste record d'être le dernier sous-marin italien perdu dans la guerre contre les Alliés: dans le cadre du "Plan Zeta", pour contrer le débarquement anglo-américain attendu en Calabre ou en Campanie, il quitte Naples le 7 septembre 1943, et à partir de ce jour, on n'entendit plus parler de lui.
Après la guerre, on connait les circonstances de sa perte. Le 7 septembre vers 20 heures, le sous-marin britannique HMS Shakespeare (P221), naviguant au large de Punta Licosa, aperçoit deux sous-marins italiens - le Velella et le Benedetto Brin - qui font route parallèlement. Il choisit d'attaquer le Velella car, étant donné que le soleil se couchait et qu'il est en pleine mer, le Velella est clairement visible à contre-jour (le Brin navigue plutôt près de la côte et est confondu avec elle à cause de l'obscurité) et il lance six torpilles. Quatre d'entre eux ont frappé, provoquant le naufrage immédiat du sous-marin à la position géographique de 40° 15′ N, 14° 30′ E . Une explosion sous-marine est également entendue par le Brin.
Tout l'équipage (le commandant Patané, 5 autres officiers et 44 sous-officiers et marins) disparaisse avec le sous-marin.
En mer Méditerranée, le Velella avait effectué 16 missions offensives-exploratoires et 14 missions de transfert, pour un total de 16 880 milles nautiques (31 262 km) de navigation en surface et 2 120 milles nautiques (3 927 km) sous l'eau.
Le 13 mai 2003, l'épave du Velella a été localisée à 7,8 milles nautiques (14,5 km) au large de Punta Licosa, à une profondeur d'environ 138 mètres.